# 壮齿胡桃蛤
壮齿胡桃蛤（学名：Nucula pachydonta），是弯锦蛤目银锦蛤科银锦蛤属的一种。主要分布于中国大陆，常栖息在水深1100-1655米软泥。